# Miroslav Žitnjak
Miroslav Žitnjak (Đakovo, 15 settembre 1967) è un allenatore di calcio ed ex calciatore croato, di ruolo portiere.

## Statistiche

### Cronologia presenze e reti in nazionale
| Cronologia completa delle presenze e delle reti in nazionale ― Croazia | Cronologia completa delle presenze e delle reti in nazionale ― Croazia | Cronologia completa delle presenze e delle reti in nazionale ― Croazia | Cronologia completa delle presenze e delle reti in nazionale ― Croazia | Cronologia completa delle presenze e delle reti in nazionale ― Croazia | Cronologia completa delle presenze e delle reti in nazionale ― Croazia | Cronologia completa delle presenze e delle reti in nazionale ― Croazia | Cronologia completa delle presenze e delle reti in nazionale ― Croazia |
| Data                                                                   | Città                                                                  | In casa                                                                | Risultato                                                              | Ospiti                                                                 | Competizione                                                           | Reti                                                                   | Note                                                                   |
| ---------------------------------------------------------------------- | ---------------------------------------------------------------------- | ---------------------------------------------------------------------- | ---------------------------------------------------------------------- | ---------------------------------------------------------------------- | ---------------------------------------------------------------------- | ---------------------------------------------------------------------- | ---------------------------------------------------------------------- |
| 12-7-1992                                                              | Sydney                                                                 | Australia                                                              | 0 – 0                                                                  | Croazia                                                                | Amichevole                                                             | -                                                                      |                                                                        |
| Totale                                                                 |                                                                        | Presenze                                                               | 1                                                                      |                                                                        | Reti                                                                   | 0                                                                      |                                                                        |